# Jason Kouchak
Jason Kouchak là một nghệ sĩ piano, nhà soạn nhạc và ca sĩ kiêm sáng tác người Pháp.

## Đầu đời
Jason Mariano Kouchak sinh tại Lyon, Pháp. Ông học tại trường Westminster và học piano cổ điển tại Đại học âm nhạc Hoàng gia và Đại học Edinburgh. Ông là hậu duệ của Alexander Kolchak, chỉ huy hải quân Nga.

## Biểu diễn và sự nghiệp
Jason Kouchak đã thu năm album. Hai trong số đó được thu tại tại Abbey Road Studios. Ông từng xuất hiện trên đài truyền hình Anh BBC và đài truyền hình Nhật Bản NHK biểu diễn các bản nhạc của ông. Ông cũng đã lưu diễn toàn cầu với tư cách là một nghệ sĩ piano cổ điển, bao gồm Hồng Kông, Singapore và Nhật Bản.
Ông từng biểu diễn tại Royal Festival Hall (London), Salle Pleyel (Paris) và Nhà hát Mariinsky (St. Petersburg), và nhiều lần độc tấu ở Lễ hội Quốc tế Edinburgh.
Các biểu diễn khác bao gồm "Ánh trăng nói hộ lòng tôi" được soạn riêng cho Julian Lloyd Webber & Jiaxin Cheng tại buổi hòa nhạc ở Câu lạc bộ nghệ thuật Chelsea để mừng sinh nhật lần thứ 60 của Lloyd Webber và buổi hòa nhạc Guildhall kỷ niệm 200 năm ngày sinh của Chopin với ca sĩ kiêm nữ diễn viên Elaine Paige vào năm 2010.
Ông cũng đã hát trong các buổi biểu diễn cabaret tại Café de Paris và Café Royal.
Jason đã biểu diễn tại Liên hoan văn học Galle 2012 với Tom Stoppard và trong cùng năm đó biểu diễn piano trong buổi khai mạc London Chess Classic. Năm 2012, ông trở thành Giám đốc Âm nhạc cho lễ kỷ niệm Liên hoan phim Pháp ngữ của vương quốc Anh lần thứ 20 ở Luân Đôn và Edinburgh, biểu diễn vào ngày kỷ niệm Chopin tại Đại sứ quán Anh ở Paris.

### Các lần xuất hiện đặc biệt
Vào năm 1990, ông là nghệ sĩ khách mời tại tiệc sinh nhật lần thứ 60 của Vương nữ Margaret tại khách sạn Ritz và và là nghệ sĩ piano cổ điển khách mời tại buổi ra mắt phim Hamlet của đạo diễn Zeffirelli cùng năm.
Kouchak trình diễn bài "Sakura" theo phong cách của ông cho Thiên hoàng Akihito tại Bảo tàng Victoria và Albert ở London vào năm 1998. Ông cũng trình diễn bài này tại sự kiện từ thiện cho động đất Kobe vào năm 1995. Bản nhạc này được thu cùng Julian Lloyd Webber trong album Cello Moods của ông và được vận động viên trượt băng nghệ thuật Olympic Yuka Sato sử dụng vào năm 1999, và vào năm 2017 một buổi hòa nhạc kỷ niệm 20 năm đã diễn ra tại Brussels.
Trong năm 2011 và 2013, Kouchak biểu diễn bản nhạc Nga "Dark Is the Night" với Dàn nhạc Giao hưởng Hoàng gia. Để kỷ niệm 100 năm Cách mạng Nga, một buổi hòa nhạc đặc biệt đã được tổ chức vào năm 2017.
Ông biểu diễn bản nhạc Scheherazade tại lễ khai mạc chính thức cho Lễ hội Văn học của hãng hàng không Emirates vào tháng 3 năm 2015 và sáng tác bản nhạc nền năm 2016 cho lễ hội này. Vào năm 2017 Kouchak tổ chức và trình diễn tại một buổi hòa nhạc đặc biệt kỷ niệm 100 năm Phần Lan tại Đại sứ quán Phần Lan ở London.

## Đóng góp cộng đồng
Những đóng góp của Kouchak bao gồm hai bộ cờ vua khổng cho của trẻ em  tại Công viên Holland, London cùng Stuart Conquest vào năm 2010 và tại The Meadows (công viên) Edinburgh năm 2013, cùng bộ cờ Alice ở Xứ Sở Thần Tiên theo minh họa của John Tenniel. Năm 2013, Kouchak đã dẫn đầu một chiến dịch nhằm cứu khu bán piano nổi tiếng của trung tâm thương mại Harrods.
Ông cũng sáng tác bài hát chủ đề cho từ thiện cờ vua mang tên "Moving Forward" cho CSC.
Kouchak thành lập Dàn hợp xướng Thiếu nhi Tsubasa vào năm 2011 và dàn hợp xướng này đã khai mạc Lễ hội Matsuri và biểu diễn phần Jupiter trong tác phầm The Planets của Gustav Holst tại Đại lễ Kim Cương của nữ hoàng Anh năm 2012 ở Quảng trường Trafalgar, London. Năm 2016, tác phẩm âm nhạc cờ vua và ballet của ông đã được trình diễn tại Bảo tàng Anh và ở New York để tôn vinh vai trò nữ hoàng của phụ nữ trong cờ vua. Quân cờ Nữ hoàng Hoàng gia được thiết kế 3D đặc biệt đã được công bố để vinh danh The Queen's Journey trong cùng năm. Kouchak đã biên đạo và sáng tác vở diễn The Queen's Journey năm 2017 tại Lễ hội Cờ vua Toàn cầu của Judit Polgar. Năm 2018, ông nhận được giải thưởng Đại sứ Thiện chí về các Giá trị Nghệ thuật của Cờ vua.

## Danh sách đĩa hát
- Space Between Notes(2017)
- Comme d'Habitude (2011)
- Midnight Classics (2008)
- Forever (2001)
- Watercolours (1999)
- Première Impression (1997)
- Cello Moods (chỉ bài Sakura)